# Nothomiza formosa
Nothomiza formosa là một loài bướm đêm trong họ Geometridae.